# 班·史提勒
班傑明·愛德華·史提勒（英語：Benjamin Edward Stiller，1965年11月30日—），暱稱班·史提勒（Ben Stiller），美國男演員、喜劇演員、導演、編劇及製片人。史提勒的父母親是著名的喜劇演員傑瑞·史提勒和安妮·米拉。
在他的職業生涯中，史提勒已編劇、主演、執導或監製超越50部電影，包括《白日夢冒險王》、《名模大間諜》、《王牌特派員》、《哈啦瑪莉》、門當父不對系列、《鐵男躲避球》、《開麥拉驚魂》、馬達加斯加系列及博物館驚魂夜系列等。
史提勒也是「兄弟幫」中的一員。他的電影作品在加拿大及美國的總收入超過26億美元，平均每部電影皆可進帳7,900萬美元。在其職業生涯中，史提勒獲得眾多獎項及榮譽，包括艾美獎、多個MTV電影獎及青少年選擇獎。

## 個人生平

### 早期生活
班·史提勒於1965年11月30日在紐約市出生，在曼哈頓長大。父親是猶太人。母親是愛爾蘭後裔的天主教徒，在結婚後皈依猶太教。他們一家人有慶祝光明節和聖誕節。班·史提勒接受了猶太教的成年禮（Bar Mitzvah）儀式。
班·史提勒是美國著名喜劇演員傑瑞·斯蒂勒（Jerry Stiller）和安妮·米拉（Anne Meara）的第二個孩子，他的父母經常帶他到他們演出的地方，如他六歲時到電視節目《The Mike Douglas Show》。他曾於訪問中承認自己的童年並不平凡：「在某方面，這是演藝界的培養......很多旅行，很多通宵......與傳統不同。」他的姊姊艾美·史提勒也是演員，她曾在班·史提勒的電影《鐵男躲避球》中客串餐廳服務生一角。他在小時候就展現了對電影製作的興趣，和他姊姊和朋友用超8毫米膠片攝影機拍電影。在十歲那年，他在他母親的電視節目《Kate McShane》演出。在高中時，他看了電視節目《Second City Television》後，覺得自己想進入喜劇演出方面。
1983年畢業於紐約Calhoun School後，他入讀了洛杉磯加利福尼亞大學電影系。但讀了9個月便退學返回紐約市。他上演藝課程、參加試鏡和找經理人，踏出自己的演藝路。

### 喜劇事業
1998年，史提勒將其想成為導演的野心暫時放在一邊，與卡麥蓉·狄亞一同演出的《哈啦瑪莉》（There's Something About Mary），這部電影也使得史提勒的事業一飛衝天。同年，他也演出了好幾部戲劇作品，包括了《零效益》（Zero Effect）、《你的朋友和鄰居們》（Your Friends & Neighbors）和《永久的午夜》（Permanent Midnight）。之後史提勒被邀請參與音樂錄影帶大獎（Music Video awards）的主持工作，在當中他表演了諷刺 後街男孩（Backstreet Boys）的劇碼。1999年，他演出了三部影片，包括《神秘兵團》（Mystery Men），飾演一個叫Mr. Furious的「超級英雄」。接著，他返回導演工作，執導了福克斯廣播公司新一系列的諷刺喜劇《Heat Vision and Jack》，演出角色Jack Black。然而在此劇主要集數和系列被除消後，福克斯電視公司沒有再採用。2000年對史提勒來說是較好的年份，他演出四部以上的電影，其間還創造了他最為人熟知的角色，也就是在《門當父不對》（Meet the Parents），演出一名為Gaylord Focker的男護士角色。MTV再度邀請他拍攝另一支短片，而他製作了《Mission:Improbable》來諷刺湯姆·克魯斯在電影《保送入學》（Risky Business）、《心靈角落》（Magnolia）、《半醉人間》（Cocktail）和 《不可能的任務》（Mission:Impossible）裡的角色。
在史提勒邀請歐文·威爾森（Owen Wilson）演出《名模大間諜》（Zoolander）後，歐文·威爾森還他一個人情，邀請史提勒在《天才一族》（The Royal Tenenbaums）演出Chas Tenenbaum 一角。在接下來的兩年，史提勒的影片繼續在票房上沒有特殊表現，像是《雙層公寓》（Duplex）與幾部客串的影片包含《橘子郡男孩》（Orange County）與《無人知曉》（Nobody Knows Anything!）。他也客串幾部電視劇的特別嘉賓，包含在電視連續劇《后中之王》（King Of Queens）露臉演出Arthur的父親一角（史提勒的父親Jerry Stiller）。他也同時以特別嘉賓的姿態在美國職業摔角聯盟（World Wrestling Entertainment）的WWE Raw露臉。
2004年，史提勒演出了六部不同的影片，這也他最忙碌的一年。這六部影片都是喜劇。其中包含了《警界雙雄》（Starsky & Hutch）、《終極賤靶》（Envy）、《鐵男躲避球》（Dodgeball: A True Underdog Story）、《王牌播音員》（Anchorman: The Legend of Ron Burgundy）、《遇上波莉》（Along Came Polly）和《門當父不對2》（Meet the Fockers）。2006年，史提勒有兩個作品，one in School for Scoundrels, and Tenacious D in: The Pick of Destiny, a film which he was the executive producer for。到了12月，史提勒擔任電影 《博物館驚魂夜》（Night at the Museum）的主角。雖然這部電影招致許多惡評，但此電影在十天裡獲得超過1.15億美元的票房收入。史提勒演出《七日之癢》已於2007年10月5日上映。

### 個人生活
班·史提勒身高5尺八吋，是左撇子。史提勒在其演藝事業早期，先後與幾位女演員傳出戀情，包括Jeanne Tripplehorn、Janeane Garofalo、Calista Flockhart和Amanda Peet。2000年5月史提勒娶了克莉絲汀·泰勒（Christine Taylor），他們在拍攝福克斯廣播公司的《Heat Vision and Jack》遇上，這個節目由傑克·布萊克主演。他們合演的電影有「Zoolander」和「Dodgeball: A True Underdog Story」。他們現在與女兒Ella Olivia（2002年4月10日出生），和兒子Quinlin Dempsey（2005年7月10日出生）居住在好萊塢山（Hollywood Hill）。
史提勒是美國民主黨的支持者，並捐款給約翰·克里在2004美國總統選舉的活動。此外他也支持慈善團體如Declare Yourself，「伊莉莎白‧格拉瑟兒童愛滋病基金會」（Elizabeth Glaser Pediatric AIDS Foundation），和「星光燦爛兒童基金會」（Starlight Starbright Children's Foundation）。
史提勒在1999年和2001年先後接受雜誌《GQ》和Hollywood.com的訪問，他揭露自己患有躁鬱症，這病在家中便會發作。但在2006年11月和12月的兩個訪問中，他又表示之前說自己有躁鬱症這件事是假的。在其中一個訪問他說道: "I said jokingly in GQ that I was, like, crazy, and it came out as: Ben Stiller, bipolar manic-depressive!"（我在GQ開玩笑說自己以前好像瘋了，但登出來變成：班·史提勒，有躁鬱症！）
史提勒經常扮演很多他喜歡的演員，包括波諾、湯·告魯斯、布魯斯·斯布林斯頓和大衛·布萊恩（David Blaine）。
在2006年12月18日的節目「The Late Show with David Letterman」，史提勒透露自己是電視劇星際爭霸戰的影迷，還有喜歡吃M&M's巧克力糖。他在雜誌「Parade」的訪問中，透露羅拔·奇連（Robert Klein），喬治·卡林（George Carlin）和吉米·沃克（Jimmie Walker）是他喜劇職業的靈感。
2015年5月23日，班·史提勒的母親米拉離世，享壽85歲。
2017年5月27日，班·史提勒宣告與妻子克莉絲汀·泰勒分居，兩人後來在2020疫情期間和好。
2020年5月11日，本·斯蒂勒的父亲杰瑞·斯蒂勒离世，享耆寿92岁。

## 作品列表

### 電影
| 年份 | 片名                                   | 演員     | 導演 | 監製 | 編劇   | 角色                          | 附註       |
| ---- | -------------------------------------- | -------- | ---- | ---- | ------ | ----------------------------- | ---------- |
| 1987 | 《神氣十足》                           | 是       | 否   | 否   | 否     | Chris Honeywell               |            |
| 1987 | 《太陽帝國》                           | 是       | 否   | 否   | 否     | Dainty                        |            |
| 1987 | 《擦鞋童》（Shoeshine）                | 是       | 否   | 否   | 否     | 投資銀行家                    | 短片       |
| 1988 | 《愛情獵殺者》                         | 是       | 否   | 否   | 否     | Tipton                        |            |
| 1989 | 《這已足夠》                           | 是       | 否   | 否   | 否     | Chip Lane                     |            |
| 1989 | 《血海翻天》                           | 是       | 否   | 否   | 否     | Lawrence Isabella             |            |
| 1989 | 《貓王的故事》（Elvis Stories）        | 是       | 是   | 否   | 是     | Bruce                         | 短片       |
| 1990 | 《史黛拉》                             | 是       | 否   | 否   | 否     | Jim Uptegrove                 |            |
| 1991 | 《衝出魔鬼城》                         | 是       | 否   | 否   | 否     | 冥王的廚師／匈人阿提拉        |            |
| 1992 | 《現代籮拔故事》                       | 是       | 否   | 否   | 否     | 扔餡餅的人                    |            |
| 1994 | 《四个毕业生》                         | 是       | 是   | 否   | 未掛名 | Michael Grates                |            |
| 1995 | 《魔鬼瘦身營》                         | 是       | 否   | 否   | 否     | Tony Perkis / Tony Perkis Sr. |            |
| 1996 | 《高爾夫球也瘋狂》                     | 未掛名   | 否   | 否   | 否     | Hal L.                        |            |
| 1996 | 《愛在布魯克林橋》                     | 是       | 否   | 否   | 否     | Bwick Elias                   |            |
| 1996 | 《挑逗、性、遊戲》                     | 是       | 否   | 否   | 否     | Mel Coplin                    |            |
| 1996 | 《王牌特派員》                         | 是       | 是   | 否   | 未掛名 | Sam Sweet / Stan Sweet        |            |
| 1998 | 《零效益》                             | 是       | 否   | 否   | 否     | Steve Arlo                    |            |
| 1998 | 《哈啦瑪莉》                           | 是       | 否   | 否   | 否     | Ted Stroehmann                |            |
| 1998 | 《挚友亲邻》                           | 是       | 否   | 否   | 否     | Jerry                         |            |
| 1998 | 《永恆午夜》                           | 是       | 否   | 否   | 否     | Jerry Stahl                   |            |
| 1999 | 《再領風騷》                           | 是       | 否   | 否   | 否     | Jay Rose                      |            |
| 1999 | 《神秘兵團》                           | 是       | 否   | 否   | 否     | Mr. Furious / Roy             |            |
| 1999 | 《黑白之間》                           | 是       | 否   | 否   | 否     | Mark Clear                    |            |
| 2000 | 《獨立電影》                           | 是       | 否   | 否   | 否     | 警察                          | 客串       |
| 2000 | 《相信愛情》                           | 是       | 否   | 否   | 否     | Rabbi Jake Schram             |            |
| 2000 | 《門當父不對》                         | 是       | 否   | 否   | 否     | Gaylord "Greg" Focker         |            |
| 2001 | 《名模大間諜》                         | 是       | 是   | 是   | 是     | Derek Zoolander               |            |
| 2001 | 《天才一族》                           | 是       | 否   | 否   | 否     | Chas Tenenbaum                |            |
| 2002 | 《橘郡男孩》                           | 是       | 否   | 否   | 否     | 消防員                        | 客串       |
| 2002 | 《俗辣大明星》                         | 是       | 否   | 否   | 否     | 他自己                        | 客串       |
| 2003 | 《彎曲的線條》（Crooked Lines）        | 否       | 否   | 執行 | 否     | 不適用                        |            |
| 2003 | 《一不住二不休》                       | 是       | 否   | 是   | 否     | Alex Rose                     |            |
| 2003 | 《無人知曉》（Nobody Knows Anything!） | 是       | 否   | 否   | 否     | 桃子專家                      | 客串       |
| 2003 | 《波利死後》                           | 是       | 否   | 否   | 否     | 他自己                        | 客串       |
| 2004 | 《遇上波莉》                           | 是       | 否   | 否   | 否     | Reuben Feffer                 |            |
| 2004 | 《警網雙雄》                           | 是       | 否   | 執行 | 否     | David Starsky                 |            |
| 2004 | 《賤錢眼開》                           | 是       | 否   | 否   | 否     | Tim Dingman                   |            |
| 2004 | 《鐵男躲避球》                         | 是       | 否   | 是   | 否     | White Goodman                 |            |
| 2004 | 《銀幕大角頭》                         | 是       | 否   | 否   | 否     | Arturo Mendez                 | 客串       |
| 2004 | 《親家路窄》                           | 是       | 否   | 否   | 否     | Gaylord "Greg" Focker         |            |
| 2005 | 《马达加斯加》                         | 是       | 否   | 否   | 否     | Alex                          | 配音       |
| 2006 | 《丹尼第一次做導演》                   | 是       | 否   | 否   | 否     | 他自己                        | 客串       |
| 2006 | 《賴速成班》                           | 是       | 否   | 否   | 否     | Lonnie                        |            |
| 2006 | 《吉他狂想曲》                         | 是       | 否   | 執行 | 否     | 吉他中心商店銷售員            | 客串       |
| 2006 | 《博物館驚魂夜》                       | 是       | 否   | 否   | 否     | Lawrence "Larry" Daley        |            |
| 2006 | 《太棒了！我拍下了！》                 | 是       | 否   | 否   | 否     | 他自己                        | 演唱會電影 |
| 2007 | 《冰刀雙人組》                         | 否       | 否   | 是   | 否     | 不適用                        |            |
| 2007 | 《七日之癢》                           | 是       | 否   | 否   | 否     | Edward "Eddie" Cantrow        |            |
| 2008 | 《禁入廢墟》                           | 否       | 否   | 執行 | 否     | 不適用                        |            |
| 2008 | 《開麥拉驚魂》                         | 是       | 是   | 是   | 是     | Tugg Speedman                 |            |
| 2008 | 《馬達加斯加2》                        | 是       | 否   | 否   | 否     | Alex                          | 配音       |
| 2009 | 《男孩们：谢尔曼兄弟的故事》           | 是       | 否   | 執行 | 否     | 他自己                        | 紀錄片     |
| 2009 | 《博物館驚魂夜2》                      | 是       | 否   | 否   | 否     | Lawrence "Larry" Daley        |            |
| 2009 | 《過氣校園明星》                       | 是       | 否   | 否   | 否     | Jon Gribble                   |            |
| 2010 | 《愛上草食男》                         | 是       | 否   | 否   | 否     | Roger Greenberg               |            |
| 2010 | 《我仍在這裡》                         | 是       | 否   | 否   | 否     | 他自己                        | 客串       |
| 2010 | 《初戀潛水艇》                         | 是       | 否   | 執行 | 否     | 肥皂劇明星                    | 客串       |
| 2010 | 《麥克邁：超能壞蛋》                   | 是       | 否   | 執行 | 否     | Bernard                       | 配音       |
| 2010 | 《門當父不對之我才是老大》             | 是       | 否   | 否   | 否     | Gaylord "Greg" Focker         |            |
| 2011 | 《驚魂半小時》                         | 否       | 否   | 是   | 否     | 不適用                        |            |
| 2011 | 《年度鳥事》                           | 否       | 否   | 執行 | 否     | 不適用                        |            |
| 2011 | 《劏樓大盜》                           | 是       | 否   | 否   | 否     | Josh Kovaks                   |            |
| 2012 | 《馬達加斯加3：歐洲大圍捕》            | 是       | 否   | 否   | 否     | Alex                          | 配音       |
| 2012 | 《巡邏驚很大》                         | 是       | 否   | 否   | 否     | Evan Trautwig                 |            |
| 2013 | 《成名大作》                           | 是       | 否   | 否   | 否     | 他自己                        |            |
| 2013 | 《白日夢冒險王》                       | 是       | 是   | 是   | 否     | Walter Mitty                  |            |
| 2014 | 《青春倒退嚕》                         | 是       | 否   | 否   | 否     | Josh Schrebnick               |            |
| 2014 | 《馬達加斯加爆走企鵝》                 | 存檔聲音 | 否   | 否   | 否     | Alex                          |            |
| 2014 | 《博物馆奇妙夜3》                      | 是       | 否   | 否   | 否     | Lawrence "Larry" Daley / Laaa |            |
| 2015 | 《作为加拿大人》                       | 是       | 否   | 否   | 否     | 他自己                        | 紀錄片     |
| 2016 | 《名模大間諜2》                        | 是       | 是   | 是   | 是     | Derek Zoolander               |            |
| 2016 | 《别犹豫》                             | 是       | 否   | 否   | 否     | 他自己                        |            |
| 2016 | 《惱爸偏頭痛》                         | 否       | 否   | 是   | 否     | 不適用                        |            |
| 2017 | 《波卡舞王》                           | 否       | 否   | 執行 | 否     | 不適用                        |            |
| 2017 | 《人生剩利組》                         | 是       | 否   | 否   | 否     | Brad Sloan                    |            |
| 2017 | 《邁耶維茨家的故事（全新增訂版）》     | 是       | 否   | 否   | 否     | Matthew Meyerowitz            |            |
| 2018 | 《奇愛力克斯》                         | 否       | 否   | 是   | 否     | 不適用                        |            |
| 2018 | 《鳥包大行動》                         | 否       | 否   | 是   | 否     | 不適用                        |            |
| 2019 | 《貪欲霓裳》                           | 是       | 否   | 否   | 否     | 他自己                        | 客串       |
| 2019 | 《結伴婚禮》                           | 否       | 否   | 執行 | 否     | 不適用                        |            |
| 2020 | 《美國心龐克情》                       | 否       | 否   | 是   | 否     | 不適用                        |            |
| 2020 | 《一路順瘋：迷幻趣事》                 | 是       | 否   | 是   | 否     | 他自己                        | 紀錄片     |
| 2020 | 《萬聖節救星修比》                     | 是       | 否   | 否   | 否     | Hal L.                        |            |
| 2020 | 《超狂感恩趴》                         | 否       | 否   | 是   | 否     | 不適用                        |            |
| 2021 | 《封城之後》                           | 是       | 否   | 否   | 否     | Guy                           |            |
| 2021 | 《爽賺姐妹》                           | 否       | 否   | 執行 | 否     | 不適用                        |            |
| 2022 | 《哥兒們》                             | 未掛名   | 否   | 否   | 否     | 他自己                        | 客串       |
| 2022 | 《布利克》（Bleecker）                 | 是       | 否   | 否   | 否     | Dr. Pots                      |            |
| 2024 | 《外甥芭蕾團》                         | 是       | 否   | 否   | 否     | Mike                          |            |
| 2024 | 《親愛的聖誕老人》                     | 未掛名   | 否   | 否   | 否     | 路西法                        |            |
| 2025 | 《高爾夫球也瘋狂2》                    | 是       | 否   | 否   | 否     | Hal L.                        |            |
| TBA  | 《頂客》                               | 是       | 否   | 是   | 否     |                               |            |

### 電視
| 年份                        | 節目名                                       | 演員   | 導演 | 監製 | 編劇 | 角色                 | 附註                                                        |
| --------------------------- | -------------------------------------------- | ------ | ---- | ---- | ---- | -------------------- | ----------------------------------------------------------- |
| 1986                        | 《凱特和艾莉》                               | 是     | 否   | 否   | 否   | Peter                | 單集："Too Late the Rebel"                                  |
| 1987                        | 《邁阿密風雲》                               | 是     | 否   | 否   | 否   | Fast Eddie Felcher   | 單集："Amen... Send Money"                                  |
| 1987                        | 《美國劇場》                                 | 是     | 否   | 否   | 否   | Ronnie Shaughnessy   | 單集："The House of Blue Leaves"                            |
| 1989                        | 《週六夜現場》                               | 是     | 否   | 否   | 是   | 各種角色             | 4集                                                         |
| 1990                        | 《玩轉華爾街》                               | 是     | 否   | 否   | 否   | Freddy Novak         | 電視電影                                                    |
| 1990–1995                   | 《班·史提勒秀》                              | 是     | 是   | 是   | 是   | 他自己               |                                                             |
| 1993                        | 《欢乐一家亲》                               | 是     | 否   | 否   | 否   | Barry                | 單集："Miracle on Third or Fourth Street"                   |
| 1995                        | 《鸭人》                                     | 是     | 否   | 否   | 否   | Harry Medfly         | 配音；單集："Clip Job"                                      |
| 1995                        | 《两头笨狗》                                 | 是     | 否   | 否   | 否   | 東尼·羅賓風格的角色  | 配音                                                        |
| 1996                        | 《新聞廣播台》                               | 是     | 否   | 否   | 否   | Vic                  | 單集："The Trainer"                                         |
| 1997                        | 《六人行》                                   | 是     | 否   | 否   | 否   | Tommy                | 單集："The One with the Screamer"                           |
| 1997                        | 《賴瑞·桑德斯秀》                            | 是     | 否   | 否   | 否   | 他自己               | 單集："Make a Wish"                                         |
| 1998                        | 《太空大俠之天上地下唯我是聽》               | 是     | 否   | 否   | 否   | 他自己               | 單集："Rio Ghosto"                                          |
| 1998                        | 《1998年MTV音樂錄影帶大獎》                  | 是     | 否   | 否   | 是   | 他自己（主持人）     | 電視特輯                                                    |
| 1998                        | 《卡茲醫生，專業治療師》                     | 是     | 否   | 否   | 否   | 他自己               | 配音；單集："Ticket"                                        |
| 1998–2011                   | 《週六夜現場》                               | 是     | 否   | 否   | 否   | 他自己（主持人）     | 2集                                                         |
| 1999                        | 《熱視與傑克》                               | 是     | 是   | 執行 | 否   | 脫衣舞俱樂部DJ       |                                                             |
| 1999                        | 《怪胎與宅男》                               | 是     | 否   | 否   | 否   | 特勤局探員           | 單集："The Little Things"                                   |
| 2000                        | 《芝麻街》                                   | 是     | 否   | 否   | 否   | 他自己               | 第31季第一集                                                |
| 2001                        | 《主修未定》                                 | 是     | 否   | 否   | 否   | Rex                  | 單集："Eric's POV"                                          |
| 2002                        | 《辛普森家庭》                               | 是     | 否   | 否   | 否   | Garth Motherloving   | 配音；單集："酸甜美枝"                                      |
| 2002                        | 《史前星球》                                 | 是     | 否   | 否   | 否   | 旁白                 | 第一季                                                      |
| 2002                        | 《皇后區之王》                                 | 是     | 否   | 否   | 否   | Jerry                | 單集："Shrink Wrap"                                         |
| 2002                        | 《驯鹿大竞赛》                               | 是     | 否   | 否   | 否   | Robbie               | 美國版配音；電視電影                                        |
| 2002                        | 《馴鹿總動員》（Legend of the Lost Tribe）   | 是     | 否   | 否   | 否   | Robbie               | 美國版配音；電視電影                                        |
| 2002–2003                   | 《新美國兒女》                               | 是     | 否   | 否   | 否   | 托马斯·杰斐逊        | 配音；2集                                                   |
| 2004                        | 《山丘之王》                                 | 是     | 否   | 否   | 否   | Rich                 | 配音；單集："That's What She Said"                          |
| 2004                        | 《人生如戲》                                 | 是     | 否   | 否   | 否   | 他自己               | 3集                                                         |
| 2004–2006、 2013、2018–2019 | 《发展受阻》                                 | 是     | 否   | 否   | 否   | Tony Wonder          | 8集                                                         |
| 2005                        | 《臨時演員》                                 | 是     | 否   | 否   | 否   | 他自己               | 單集："Ben Stiller"                                         |
| 2007                        | 《蓋酷家庭》                                 | 是     | 否   | 否   | 否   | 他自己               | 配音；單集："殘疾人沒飯吃"                                  |
| 2007                        | 《鮑伯和道格·麥肯齊的二四週年紀念》          | 是     | 否   | 否   | 否   | 他自己               | 紀錄片                                                      |
| 2007                        | 《艾摩的聖誕倒數》                           | 是     | 否   | 否   | 否   | Stiller the Elf      | 配音；電視電影                                              |
| 2009                        | 《馬達加斯加快樂》                           | 是     | 否   | 否   | 否   | Alex                 | 配音；電視特輯                                              |
| 2010                        | 《飛哥與小佛》                               | 是     | 否   | 否   | 否   | Khaka Peu Peu        | 配音；單集："The Beak"                                      |
| 2010                        | 《提姆和艾瑞克超棒秀，干得漂亮！》           | 是     | 否   | 否   | 否   | 他自己               | 單集："Man Milk"                                            |
| 2010                        | 《美食之旅》                                 | 未掛名 | 否   | 否   | 否   | 他自己               |                                                             |
| 2011                        | 《飛哥與小佛脫口秀》                         | 是     | 否   | 否   | 否   | 他自己               | 單集："Ben Stiller"                                         |
| 2012                        | 《鷹之心》                                   | 是     | 否   | 否   | 否   | Silly Sammy          | 單集："Silly Sammy"                                         |
| 2013                        | 《馬達加斯加麻吉大作戰》（Madly Madagascar） | 是     | 否   | 否   | 否   | Alex                 | 配音；電視特輯                                              |
| 2013                        | 《生日男孩》                                 | 是     | 否   | 執行 | 否   | Roger / Mr. Turner   | 單集："Rock and Roll"                                       |
| 2014                        | 《荒野求生全明星》                           | 是     | 否   | 否   | 否   | 他自己               | 第一季第二集                                                |
| 2014–2016                   | 《喜剧大崩溃》                               | 否     | 否   | 是   | 否   | 不適用               |                                                             |
| 2015                        | 《上班狂人》                                 | 是     | 否   | 否   | 否   | Del Jacobson         | 單集："Front Yard Wrestling"                                |
| 2015                        | 《流金歲月》                                 | 是     | 否   | 執行 | 否   | 查尔斯·庞兹          | 單集："Lillian's Birthday"                                  |
| 2015                        | 《佛羅里達州好萊塢的盛大時光》               | 是     | 否   | 執行 | 否   | Jimmy Staats         | 單集："Severance"                                           |
| 2016                        | 《名模大間諜：超級模特兒》                   | 是     | 否   | 是   | 否   | Derek Zoolander      | 配音；電視電影                                              |
| 2016                        | 《玛雅与玛蒂》                               | 是     | 否   | 否   | 否   | Dr. Reginald Stone   | 單集："John Cena, Nick Jonas, Eva Longoria and Ben Stiller" |
| 2016                        | 《酸民滾開》                                 | 是     | 否   | 否   | 否   | Bob Hamburg's nephew | 單集："Netwerking at the Nursing Home"                      |
| 2018                        | 《逃離丹尼莫拉》                             | 否     | 是   | 執行 | 否   | 不適用               |                                                             |
| 2018–2019                   | 《週六夜現場》                               | 是     | 否   | 否   | 否   | 麥可·柯恩            | 6集                                                         |
| 2019–2022                   | 《盲證》                                     | 否     | 否   | 執行 | 否   | 不適用               |                                                             |
| 2020                        | 《莎拉·古柏：天下太平》                      | 是     | 否   | 否   | 否   | 8008s                | 電視特輯                                                    |
| 2020                        | 《火焰》                                     | 否     | 否   | 執行 | 否   | 不適用               |                                                             |
| 2022–                       | 《人生切割術》                               | 未掛名 | 是   | 執行 | 否   | 不適用               |                                                             |
| 2022                        | 《火焰：卓柏卡布拉的冒險家》                 | 否     | 否   | 執行 | 否   | 不適用               |                                                             |
| 2023                        | 《猥城瑣事》                                 | 是     | 否   | 否   | 否   | 普罗米修斯           | 配音；單集："Prometheus"                                    |

### 電子遊戲
| 年份 | 遊戲名            | 角色                   | 附註 |
| ---- | ----------------- | ---------------------- | ---- |
| 2009 | 《博物館驚魂夜2》 | Lawrence "Larry" Daley | 配音 |

### MV
| 年份 | 歌名               | 演唱者       | 附註 |
| ---- | ------------------ | ------------ | ---- |
| 1999 | 〈滿天星〉         | 破嘴合唱團   |      |
| 2000 | 〈滾（空襲車輛）〉 | 林普巴茲提特 |      |
| 2001 | 〈壞男孩一生〉     | 肖恩·库姆斯  |      |
| 2002 | 〈致敬〉           | 頑強的D      |      |
| 2004 | 〈泰勒〉           | 傑克·強森    |      |
| 2007 | 〈靠近〉           | 崔维斯       |      |
| 2024 | 〈詩莎〉           | 诗莎         |      |

### 網路
| 年份      | 節目名                              | 角色           | 附註         |
| --------- | ----------------------------------- | -------------- | ------------ |
| 2010–2011 | 《史提勒和米拉》（Stiller & Meara） | 他自己         | 兼導演和監製 |
| 2012–2013 | 《烈愛》                            | Joe Rutherford | 兼執行製片人 |

## 荣誉

### 外国勋章奖章
- 三等功绩勋章（乌克兰，2022年8月23日公布[39]）

### 獎項殊榮
- 憑電視節目《班史提勒秀》，他獲得艾美獎的「綜藝/音樂節目最佳個人編劇成就」。
- 他是暫時被金草莓獎於同一年有最多部電影入圍最差演員的男演員[40]，2004年他演出了六部電影，除了《非常外父揀女婿》，其他都入圍最差演員。
- 他於青少年票選獎共被提名12次，他的《非常索凸務》獲得「Choice Hissy Fit」。他也被「MTV電影獎」提名13次，並獲得3次獎項，分別是《情迷索瑪莉》的「最佳打鬥獎」，《非常外父揀女婿》的「最佳喜劇演出」和《屎波快閃隊》的「最佳反派演員」[41]。
- 在普林斯頓大學2005年4月的「Senior Week」，史提勒被2005年畢業班選為該班的榮譽會員[42]。
- 2007年2月23日，史提勒接受速食布丁劇團的斯佳麗約翰森頒發的「布丁大獎」。據該機構描述，這獎項是頒給那些給予長久和難忘貢獻娛樂世界的表演者[43]。

## 「Frat Pack」的相關演出
史提勒是兄弟幫「Frat Pack」的領導人，「Frat Pack」是一個一班核心演員一起去合作多部影片的團體。成員包括演員傑克·布萊克、威爾·法洛、文斯·沃恩、歐文·威爾森，路克·威爾森和史提夫·卡爾。史提勒被公認是這團體的領導者，是因為他多次客串演出和邀請其他團體的成員去演出他製作和導演的影片。而和他合作最多的成員是歐文·威爾森，總共是9部電影，分別是:《The Cable Guy》(1996)、《Permanent Midnight》(1998)、《Heat Vision and Jack》(1999) (TV)、《Meet the Parents》(2000)、《Zoolander》(2001)、《The Royal Tenenbaums》(2001)、《Starsky & Hutch》(2004)、《Meet the Fockers》(2004)和《Night at the Museum》(2006)。兄弟幫合作的電影共25部，其中史提勒參與了17部，分別參與演出，編劇，製作和導演。

## 備註
1. ↑  史提勒在動畫版中為「Kier Eagan」一角配音，但未掛名[38]。

### 引文
1. ↑  . Box Office Mojo.   [2013-08-10]. （原始内容存档于2015-11-24）.
2. ↑  Friend, Tad. . The New Yorker. 2012-06-25  [2015-03-26]. （原始内容存档于2016-12-07）.
3. ↑   (PDF). Rockville Centre NY Long Island News and Owl. 1966-12-23  [2015-03-26]. （原始内容存档 (PDF)于2021-09-12）.
4. ↑  . Biography.com (FYI / A&E Television Networks.   [2015-03-26]. （原始内容存档于2013-10-02）.
5. 1 2  Wood, Gaby. . The Guardian. 2004-03-14  [2009-03-29].
6. 1 2  . The Sydney Morning Herald. 2014-04-27  [2018-04-18]. （原始内容存档于2018-04-18）.
7. ↑  . The Independent. 2006-12-22  [2018-04-23]. （原始内容存档于2018-06-13）.
8. ↑  . Evening Standard. 2013-12-23  [2018-04-18]. （原始内容存档于2018-04-18）.
9. ↑  . Los Angeles Times. 1998-03-01  [2018-04-18]. （原始内容存档于2013-09-25）.
10. ↑  . Interview Magazine. 2015-03-11  [2018-04-18]. （原始内容存档于2018-04-18）.
11. ↑  Mundy, Chris. . Rolling Stone. 1998-11-12  [2019-01-17]. （原始内容存档于2019-01-19）.
12. ↑  . TV Guide. 2000-04-18  [2018-04-18]. （原始内容存档于2018-04-18）.
13. ↑  McIntee, Michael Z. . Late Show with David Letterman.   [2009-03-29]. （原始内容存档于2007年5月14日）.
14. 1 2 3 4  . What makes Ben Stiller funny?.   [2007-01-06]. （原始内容存档于2009-06-03）.
15. ↑  . Ben Stiller Bio.   [2006-12-18]. （原始内容存档于2007年1月5日）.
16. ↑  McCarthy, Ellen.  (Fee required). The Washington Post. 2006-12-22  [2009-03-29]. （原始内容存档于2012-11-06）.
17. ↑  Wills, Dominic. . Tiscali.   [2009-03-29]. （原始内容存档于2009年2月17日）.
18. ↑  . PPV's Cure for the Summertime Blues.   [2007-01-02]. （原始内容存档于2008-03-18）.
19. ↑  . NIGHT AT THE MUSEUM.   [2007-01-06]. （原始内容存档于2007-01-17）.
20. ↑  . Ben Stiller.   [2007-01-02]. （原始内容存档于2006年11月18日）.
21. ↑  . Ben Stiller.   [2006-12-20]. （原始内容存档于2012-02-16）.
22. ↑  . Ben Stiller's funny charms.   [2006-12-18]. （原始内容存档于2007年9月29日）.
23. ↑  . Ben Stiller, Christine Taylor Welcome a Girl.   [2006-12-18]. （原始内容存档于2009-03-16）.
24. ↑  . Group Outing.   [2006-12-18]. （原始内容存档于2012-02-16）.
25. ↑  . Ben Stiller's Federal Campaign Contribution Report.   [2006-12-18]. （原始内容存档于2008年10月17日）.
26. ↑  . Ben Stiller Charity Information.   [2007-01-06]. （原始内容存档于2009-03-20）.
27. ↑  . Ben Stiller - Actor/Comedian.   [2006-12-18]. （原始内容存档于2012-02-16）.
28. ↑  . Ben at work.   [2007-01-11]. （原始内容存档于2012-02-16）.
29. ↑  . Clown prince.   [2007-01-11]. （原始内容存档于2012-02-16）.
30. ↑  班史提勒母親 美喜劇女演員梅拉過世 （页面存档备份，存于），中央社，2015年5月25日
31. ↑  . The Jewish Chronicle. 2017-05-28  [2018-04-18]. （原始内容存档于2018-04-18）.
32. ↑  Berman, Marc. . Forbes.   [2020-05-11]. （原始内容存档于2020-05-16） （英语）.
33. ↑  Chitwood, Adam. . Collider. February 7, 2013  [February 8, 2013].
34. ↑  Grobar, Matt. . Deadline Hollywood. December 20, 2023  [20 December 2023].
35. ↑  Richards, Bailey. . People.   [November 9, 2024].
36. ↑  Gazzano, Christophe. . OZap. October 12, 2020  [April 8, 2021].
37. ↑  White, Peter. . Deadline Hollywood. November 8, 2019  [November 2, 2020].
38. ↑  Travers, Ben. . Indiewire. April 10, 2022  [April 13, 2022]. （原始内容存档于July 23, 2022）.
39. ↑  （乌克兰語）. Президент України. 2022-08-23  [2023-02-25]. （原始内容存档于2022-08-29）.
40. ↑  . Our Complete History, Year-by-Year.   [2007-01-06]. （原始内容存档于2009-07-13）.
41. ↑  . Awards for Ben Stiller.   [2007-01-06]. （原始内容存档于2007-10-16）.
42. ↑  . Comedian Stiller performs at Class of 2005 event.   [2006-12-18]. （原始内容存档于2013-01-02）.
43. ↑  . Ben Stiller, Scarlett Johansson to receive Hasty Pudding awards at Harvard.   [2007-01-29]. （原始内容存档于2007-09-03）.
44. 1 2  . Who are the Frat Pack?.   [2006-12-29]. （原始内容存档于2007年1月1日）.

### 來源
- Bankston, John. Ben Stiller. Real-Life Reader Biography. Mitchell Lane Publishers, 2002. ISBN 1-58415-132-3.
- Dougherty, Terri. Ben Stiller. People in the News. Lucent Books, 2006. ISBN 1-59018-723-7.

## 外部連結
- Ben Stiller在互联网电影资料库（IMDb）上的資料（英文）
- 班·史提勒在名人資料庫（NNDB）
- 班·史提勒的X（前Twitter）